# Edward Wojtas
Edward Wojtas (1. března 1955, Wólka Modrzejowa, Polsko – 10. dubna 2010, Pečersk, Rusko) byl polský politik.

## Životopis
V roce 1979 absolvoval Ekonomickou fakultu Univerzity Marie Curie-Skłodowské v Lublinu. Od roku 1976 byl členem Sjednocené strany lidové, poté se připojil k Polské lidové straně. V letech 1995 až 1998 působil na úřadu vojvodství, v letech 1997 až 1998 jako jeho ředitel. V letech 1998 až 2007 byl radním vojvodského sejmu v Lublinu. V roce 2007 byl zvolen poslancem Sejmu. V roce 2009 neúspěšně kandidoval do Evropského parlamentu.
Zemřel při leteckém neštěstí u ruského Smolensku 10. dubna 2010. Posmrtně obdržel Komandérský kříž Řádu Polonia Restituta (Krzyż Komandorski Orderu Odrodzenia Polski).